# 库尔特·贝里斯滕
库尔特·贝里斯滕（瑞典語：Curt Bergsten，1912年6月24日—1987年7月21日），瑞典男子足球运动员，司职前锋，1935年完成国家队首秀。他曾代表瑞典国家队参加1938年国际足联世界杯，结果队伍获得第四名。